# ديف أوين
ديف أوين (بالإنجليزية: Dave Owen)‏ هو سياسي أمريكي، ولد في 10 أغسطس 1938 في الولايات المتحدة. حزبياً، نشط في الحزب الجمهوري.